# Jean-François Duval

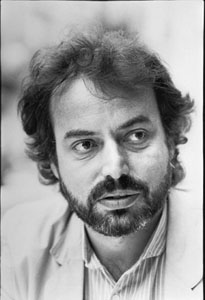
Jean-François Duval

Jean-François Duval (* 1947 in Genf) ist ein Schweizer Journalist und Schriftsteller.

## Leben
Jean-François Duval wandte sich nach Studien an der Universität Genf dem Journalismus zu. Er schrieb Reportagen und führte längere Interviews, unter anderem für die Tageszeitungen Le Monde oder Libération und Magazine wie Construire, Le Magazine littéraire, Autrement oder Philosophie Magazine. Einen Namen machte er sich mit seinen Essays zur Beat Generation. Als Schriftsteller veröffentlichte er Prosatexte und drei Romane.

## Auszeichnungen
- 1987: Prix Alpes-Jura für Les Proscrits
- 2001: Schillerpreis für Boston Blues
- 2007: Prix Pittard de l’Andelyn für L’Année où j’ai appris l’anglais

## Werke
- Les Proscrits, Lausanne 1986 (Erzählungen)
- La Voix fantôme, Genève 1993 (Roman)
- Buk et les Beats, Paris 1998; ergänzte Neuausgabe, ebd. 2014
  - Bukowski und die Beats. Von Konterboxern und Popliteraten. Maro, Augsburg 2015, ISBN 978-3-87512-320-3.
- Boston Blues. Routes de l’inattendu, Paris 2000 (Roman)
- L’Année où j’ai appris l’anglais, Paris 2006 (Roman)
- Et vous, faites-vous semblant d’exister?, Paris 2010 (Prosastücke)
- Kerouac et la Beat Generation, Paris 2012
- Bref aperçu des âges de la vie, Paris 2017 (Erzählung)
- Demain, quel Occident?, Lausanne 2018 (Interviews)